# コロンバス (インディアナ州)

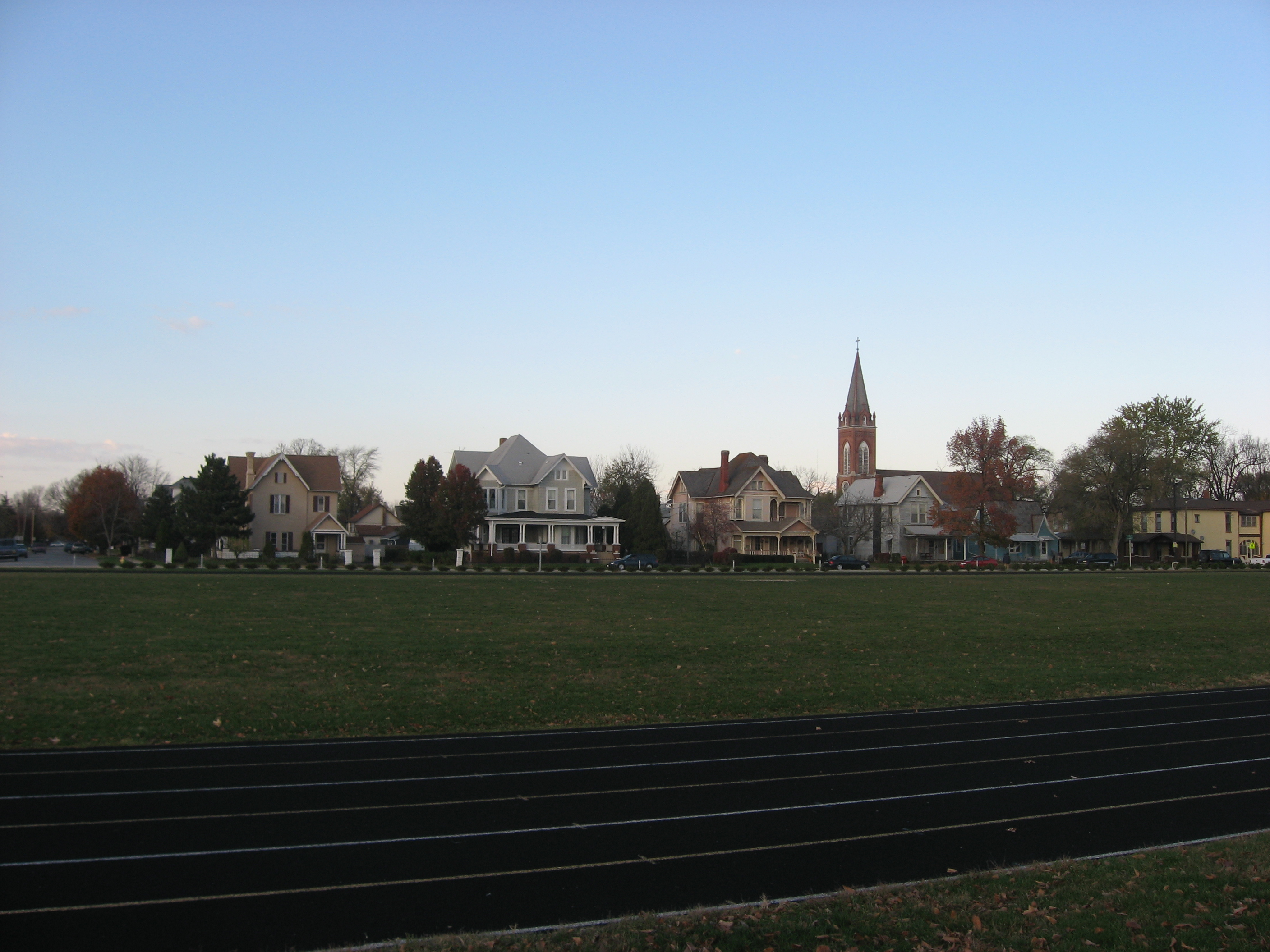
コロンバス

コロンバス（英: Columbus）は、アメリカ合衆国インディアナ州の都市。バーソロミュー郡の郡庁所在地である。人口は5万0474人（2020年）。

## 地理

バーソロミュー郡内の位置

コロンバスは州都インディアナポリスの南60キロメートルに位置している。座標は、北緯39度12分50秒 西経85度54分40秒 / 北緯39.21389度 西経85.91111度。
アメリカ合衆国統計局によると、この都市は総面積68.3 km2 (26.4 mi2) である。このうち67.2 km2 (26.0 mi2) が陸地で1.1 km2 (0.4 mi2) が水地域である。総面積の1.59%が水地域となっている。

## 経済
コロンバス市はカミンズ及び ArvinMeritor Incorporated を含む、いくつかの会社の本拠地でもある。

## 住民
2000年国勢調査で、この都市は人口39,059人、15,985世帯、及び10,566家族が暮らしている。人口密度は581.1/km2 (1,505.3/mi2) である。255.3/km2 (661.4/mi2) の平均的な密度に17,162軒の住宅が建っている。この都市の人種的な構成は白人91.32%、アフリカン・アメリカン2.71%、先住民0.13%、アジア3.23%、太平洋諸島系0.05%、その他の人種1.39%、及び混血1.19%である。ここの人口の2.81%はヒスパニックまたはラテン系である。
この都市内の住民は25.7%が18歳未満の未成年、18歳以上24歳以下が8.0%、25歳以上44歳以下が29.5%、45歳以上64歳以下が23.0%、及び65歳以上が13.7%にわたっている。中央値年齢は36歳である。女性100人ごとに対して男性は92.8人である。18歳以上の女性100人ごとに対して男性は89.6人である。
この都市の世帯ごとの平均的な収入は41,723米ドルであり、家族ごとの平均的な収入は52,296米ドルである。男性は40,367米ドルに対して女性は24,446米ドルの平均的な収入がある。この都市の一人当たりの収入 (per capita income) は22,055米ドルである。人口の8.1%及び家族の6.5%の収入は貧困線以下である。全人口のうち18歳未満の9.7%及び65歳以上の8.8%は貧困線以下の生活を送っている。

## 観光

### 建築
コロンバス市は建築デザインで有名である。
- ハリー・ウィーズによるファースト・バプティスト・チャーチ（w:First Baptist Church, Columbus, Indiana）。
- エリエル・サーリネンによるファースト・クリスティアン・チャーチ（w:First Christian Church, Columbus, Indiana）
- Dan Kiley、及びケヴィン・ローチによって加えられた庭園が追加された、エーロ・サーリネンによるアーウィン・ユニオン銀行（w:Irwin Union Bank and Trust）。
- ジョン・Carl Warneckeによるマーベル・マクダウェル・スクール（w:Mabel McDowell School）
- ダン・カイリーによる庭園と共に、エーロ・サーリネンによるアーウィン・ミラーの邸宅ミラー・ハウス（w:Miller House）
- 1964年にエーロ・サーリネンにより設計されたノース・クリスティアン・チャーチ（North Christian Church）

他の著名なビルは：
- イオ・ミン・ペイによって設計されたクレオ・ロジャーズ記念図書館（w:Cleo Rogers Memorial Library）。
- シーザー・ペリによるCommons-Courthouseセンター（w:Commons-Courthouse Center）
- ロナルド・Giurgolaによるコロンバス東高等学校
- ヘンリー・ムーアによって彫刻された Large Arch。

## 対外関係

### 姉妹都市･提携都市
提携都市
- みよし市（日本国 中部地方 愛知県）
1995年（平成7年）2月16日 友好都市提携

## 出身著名人
- マイク・ペンス - 政治家、副大統領、元インディアナ州知事
- スコット・マクネリ - 実業家、サン・マイクロシステムズ共同設立者
- ボブ・パリス - ボディビルダー
- トニー・スチュワート - NASCARドライバー